# Pourchet
Pour les articles homonymes, voir Pourchet (homonymie).
Pourchet est une marque de luxe française spécialisée dans la maroquinerie et le cuir, maison fondée en 1903 à Paris par Auguste Pourchet.
Le logo de la marque est un lien qui se veut fort, le lion de Belfort d'où la maison est originaire ainsi que trois anneaux. 
La marque dispose d'une boutique en France qui se situe place des Vosges à Paris.
Elle est exploitée par la société Pourchet France.

2013 :  La marque fête ses 110 ans d'existence, de savoir faire et de créations. Pour célébrer l'anniversaire, Pourchet crée une série limité de sac à main de 110 pièces exceptionnelles spécialement éditée à cette occasion.